# Кассирский, Иосиф Абрамович
Иосиф Абрамович Кассирский (4 [16] апреля 1898, Новый Маргелан — 21 февраля 1971, Москва) — советский терапевт и гематолог, академик АМН СССР (1963), заслуженный деятель науки Узбекской ССР (1960). Вице-президент Международного союза гематологов (1961—1963), почётный член Польского и Венгерского медицинских обществ, Швейцарского общества гематологов.

## Биография
Кассирский родился в Новом Маргелане 4 (16) апреля 1898 года, где после службы в царской армии осел его дед — уроженец Антополя (Кобринский уезд Гродненской губернии). Отец, Абрам Иосифович Кассирский (1875—1936), придерживался прогрессивных взглядов, после установления в Средней Азии советской власти работал в Наркомате хлопковой промышленности Туркестанской республики; мать Дина Львовна Кассирская (урождённая Шескина, 1880—1917), выпускница гимназии, была родом из Вильно. В большой семье Кассирских (шестеро детей) всегда была доброжелательная, располагающая к общению обстановка. Старший — Иосиф, с детства выделялся своими незаурядными способностями. В пять лет он уже хорошо умел читать и писать.
В 1906 году восьмилетний Иосиф поступил в гимназию. Скобелевская гимназия была классической, большое внимание уделялось изучению французского, немецкого, латинского языков.
В 1915 году И. А. Кассирский окончил гимназию с золотой медалью. Увлечение литературой приводило его к мысли о поступлении на филологический факультет. В то же время его привлекала гуманная направленность медицины. Иосиф выбрал для учёбы открывшийся в 1888 г. первый в Сибири Томский Университет, куда поступил сразу на два факультета: медицинский и филологический. Однако вскоре обучение на двух факультетах было запрещено и он остался на медицинском.
Томский университет — научный центр Сибири, в нём преподавали крупные учёные: хирурги Э. Г. Салищев и В. М. Мыш, терапевт М. Г. Курлов, фармаколог Н. В. Вершинин, гистолог А. С. Догель, судебный медик М. Ф. Попов. Большое влияние на формирование И. А. Кассирского как врача оказал профессор Михаил Георгиевич Курлов (1859—1932), именно он привил И. А. Кассирскому вкус к аускультации сердца.
Весной 1919 года Томск оказался в руках Колчака. И. А. Кассирский вместе с другими студентами-медиками был насильственно мобилизован белыми, но вскоре бежал к красным. Сначала он оказался в войсках, которыми командовал М. В. Фрунзе, а затем в I конной армии С. М. Будённого. И. А. Кассирский был хирургом, терапевтом, зубным врачом, эпидемиологом и гигиенистом. Он служил в бригаде С. М. Патоличева — известного участника гражданской войны, одного из сподвижников С. М. Будённого. И. А. Кассирский с армией Будённого участвовал в походах на Дон, Северный Кавказ и в операциях против Махно. Эти события И. А. Кассирский описывает в сборнике рассказов «Всадники из легенды» (очерки и зарисовки полкового врача Первой Конной), которые были опубликованы в 1968 году во 2 номере журнала «Знамя».
В июле 1920 года в соответствии с постановлением правительства И. А. Кассирский был направлен для продолжения образования в Саратовский университет.
В 1921 году, получив диплом, И. А. Кассирский едет в Ташкент, где поступает ординатором в терапевтическую клинику Туркестанского университета, возглавляемую проф. Александром Николаевичем Крюковым. Университет был открыт всего за несколько месяцев до приезда И. А. Кассирского. В организации медицинского факультета Туркестанского университета участвовали известные учёные — А. В. Мартынов, А. И. Абрикосов, Л. А. Тарасевич, В. Ф. Войно-Ясенецкий и др., деканом был назначен проф. П. П. Ситковский, его заместителем — проф. Г. К. Хрущов. С первых же дней И. А. Кассирский включился в работу клиники, проявил себя как вдумчивый врач, тонкий диагност и способный научный работник; круг его интересов был весьма широк — гематология, инфекционная патология, эндокринология, курортология, клиническая физиология, кардиология, лабораторная диагностика.

И. А. Кассирский — ассистент клиники.
(1923 г.)

В 1922 году была опубликована первая научная работа И. А. Кассирского «К вопросу о роли гипофиза при несахарном мочеизнурении». В первые же годы своей работы И. А. Кассирский оформился как клиницист и учёный, в 1923 г. он становится ассистентом клиники. Среди сотрудников И. А. Кассирский вскоре занял лидирующее положение, и когда профессора А. Н. Крюкова направили в заграничную командировку, он пригласил с собой И. А. Кассирского. Они посетили крупнейшие терапевтические клиники Австрии, Германии, Франции и США.
После возвращения из заграничной командировки продолжалась плодотворная деятельность И. А. Кассирского, он интенсивно разрабатывал проблемы географической патологии и влияния жаркого климата на организм.

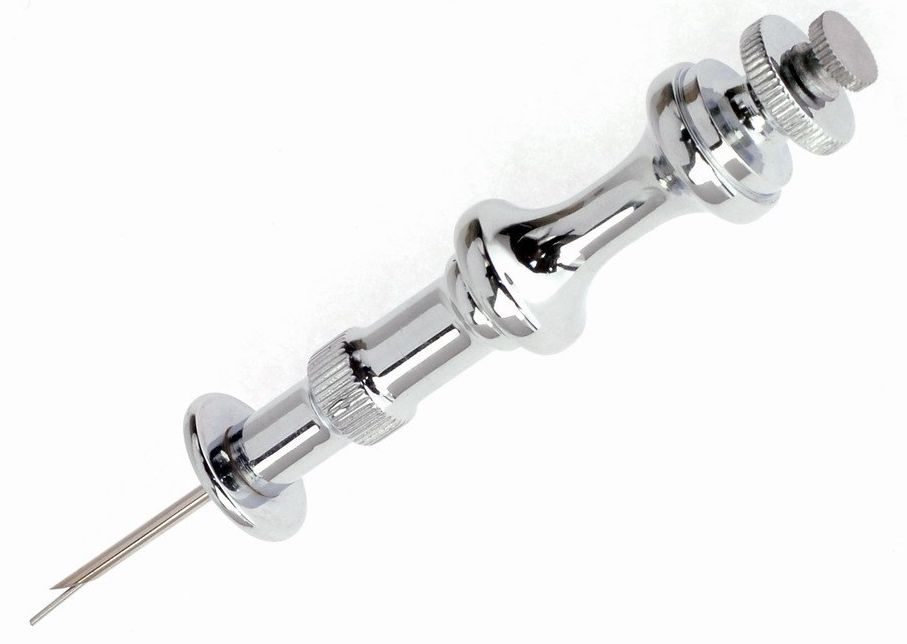
Игла Кассирского

Особо необходимо отметить разработку И. А. Кассирским метода исследования костного мозга с помощью предложенной им иглы (игла Кассирского) для стернальной пункции. В 1932 г. И. А. Кассирский опубликовал ряд статей на эту тему.
В 1930 году И. А. Кассирский был избран доцентом клиники тропических болезней Ташкентского медицинского института, в 1931 г. — профессором, заведующим кафедрой.
В 1934 году И. А. Кассирский был приглашён научным руководителем терапевтического отделения в ведущую железнодорожную больницу им. Н. А. Семашко Наркомата путей сообщения СССР (в настоящее время Центральная клиническая больница им. Н. А. Семашко ОАО РЖД). В Центральной клинической больнице им. Н. А. Семашко ГВСУ МПС СССР — одной из первых в нашей стране стали проводиться клинико-анатомические конференции, инициатором которых был проф. И. В. Давыдовский. И. А. Кассирский считал подобные конференции школой для врачей, важнейшим элементом повышения их квалификации и очень серьёзно относился к ним.
В 1935 году И. А. Кассирский организовал при больнице курсы усовершенствования врачей-терапевтов, работающих в системе Наркомата путей сообщения СССР.
В 1936 году курсы были включены в состав Центрального института усовершенствования врачей и преобразованы в кафедру терапии, которую возглавил профессор И. А. Кассирский. Клиника терапии (а затем гематологии) становится одним из центров повышения квалификации врачей по кардиологии и гематологии, она превратилась в одно из самых авторитетных лечебных и научных учреждений страны, в клинике сформировалось ядро школы И. А. Кассирского. По инициативе И. А. Кассирского на руководимой им кафедре была введена заочная предцикловая подготовка курсантов, так как, по его мнению, двухмесячный срок обучения врачей недостаточен для освоения материала. В клинике, руководимой И. А. Кассирским, большое внимание уделялось освоению курсантами-гематологами микроскопирования препаратов крови, они ежедневно не менее 2 ч работали за микроскопом, а после окончания цикла каждому выдавалась коллекция препаратов. Все курсанты участвовали в утренних конференциях, на которых разбирались истории болезней, демонстрировались препараты крови. И. А. Кассирский уделял много внимания идеологическому воспитанию врачей, стремился повысить их философский и естественно-научный уровень, включал в свои лекции вопросы морально-этического характера, освещал проблемы врачебной деонтологии. И. А. Кассирский ввёл в клинике, по его собственному выражению, обходы «без обходов». Вместо парадного многолюдного шествия во главе с профессором по палатам, наиболее сложных больных И. А. Кассирский обсуждал в аудитории в присутствии сотрудников клиники и слушателей ЦИУ. Аудитория специально была оборудована, в ней было устроено автоматическое затемнение, имелись экран, эпидиаскоп, звукоусилительная аппаратура. Всё это позволяло демонстрировать электрокардиограммы, гистологические препараты крови, транслировать непосредственно от больного звуковую симптоматику сердца. Кстати, записи сердечных звуков на грампластинки для Большой медицинской энциклопедии (2 изд.) были сделаны в клинике И. А. Кассирского, он же читает текст.
Осенью 1941 г. разработал (независимо и одновременно с американцами Токантином и О’Нейли) новый внутригрудинный способ переливания крови, который стал широко применяться в госпиталях в тех случаях, когда внутривенное переливание крови было невозможно из-за особенностей ранения, при дистрофии, шоке. Разработал и теоретически обосновал метод транспортирования консервированной крови на сверхдальние расстояния — до 8 тыс. километров (до этого кровь пересылалась всего лишь на 60 километров), что имело огромное значение для своевременного лечения раненых.
В годы войны И. А. Кассирский занимал ответственные посты главного терапевта Главного врачебно-санитарного управления Наркомата путей сообщения СССР, постоянного консультанта Военной академии им. М. В. Фрунзе, неоднократно выезжал для оказания помощи раненым в действующую армию на Ленинградский, Прибалтийский и Воронежский фронты. Участвовал И. А. Кассирский и в борьбе со вспышками инфекционных заболеваний в ряде областей и районов страны, в частности, организовывал противоэпидемические мероприятия в только что освобождённом Сталинграде.
В послевоенные годы учёный приобретает широкую известность как крупнейший специалист в области гематологии, инфекционной и паразитарной патологии, химиотерапии, ревматологии и других разделов внутренней медицины.
В 1958 году он избирается членом-корреспондентом, а в 1963 г. — академиком АМН СССР.
Научная деятельность И. А. Кассирского получила международное признание, его неоднократно приглашали на различные конгрессы и съезды за рубеж. И. А. Кассирский как учёный пользовался большим авторитетом. Он был одним из лидеров советской и мировой гематологии и ряда направлений в медицине — учения о краевой патологии (географическая патология), химиотерапии, кардиологии, ревматологии, создал крупную научную школу.
Будучи тяжелобольным, уже с трудом вставая с постели, он приезжал в клинику, вёл утренние конференции, читал лекции, консультировал. Последний раз в клинике И. А. Кассирский был за четыре дня до кончины… Он знал, что смертельно болен, уходя, со всеми попрощался, понимая, что больше не вернётся… Умер И. А. Кассирский 21 февраля 1971 г.
Состоявшееся 24 февраля заседание Московского научного общества терапевтов под председательством акад. АМН СССР В.X. Василенко было посвящено памяти И. А. Кассирского. Похороны Иосифа Абрамовича Кассирского состоялись 25 февраля на Новодевичьем кладбище. На могиле И. А. Кассирского установлен бюст работы скульптора Миклашевской, архитектор Эдуард Барклай.

## Награды
- Награждён 2 орденами Ленина
- Награждён орденом Трудового Красного Знамени
- Награждён орденом Знак почёта
- Награждён медалью «За боевые заслуги»
- Премия имени Н. Д. Стражеско АМН СССР

## Основные научные достижения
Спектр творческих интересов И.А Кассирского отличался многогранностью и широтой: он создал труды по гематологии, ревматологии, клинической фармакологии, кардиологии, методологии и истории медицины. Его интересы не ограничивались медициной, он автор ряда художественных произведений, был видным деятелем высшей медицинской школы, участвовал в разработке программ и методики преподавания внутренних болезней, во внедрении новых методов обучения в Центральном институте усовершенствования врачей.
- Тропические болезни

Болезни жарких стран на русском языке

Болезни жарких стран на английском языке

И. А. Кассирский внёс немалый вклад в исследование влияния жаркого климата на организм и в изучение паразитарных и инфекционных заболеваний: малярии, висцерального лейшманиоза, амёбиаза и др. Для профилактики лекарственной резистентности микроорганизмов он считал необходимым вводить в организм больного антимикробные препараты в достаточных дозах для обеспечения их эффективной концентрации.
Принципиальное значение имели его исследования по диагностике и лечению висцерального лейшманиоза. Диагностика этого заболевания представляла большие трудности, что приводило к запоздалому лечению и практически 100 % летальности. И. А. Кассирский радикально решил проблему. Им был разработан точный и безопасный способ диагностики висцерального лейшманиоза с помощью стернальной пункции, который получил мировое признание. Как один из ведущих специалистов в области тропических болезней И. А. Кассирский совместно с сотрудницей возглавляемой им клиники тропических болезней Л. Ф. Буровой написал первую в стране монографию «Тропические болезни Средней Азии» (1931). Впоследствии в соавторстве с Н. Н. Плотниковым вышло фундаментальное руководство «Болезни жарких стран» (1959). Этот труд, переведённый на английский, французский и испанский языки, способствовал изучению тропических болезней врачами разных стран.
- Гематология

Клиническая гематология на английском языке

В нашей стране и за рубежом И. А. Кассирский известен своими выдающимися трудами в области гематологии (диагностике и лечении болезней крови). Ещё в студенческие годы под влиянием профессора медицинского факультета Томского Университета М. Г. Курлова, создателя одной из первых в России гематологических школ, он проявил интерес к этому разделу терапии. Профессионально гематологией И. А. Кассирский стал заниматься под руководством профессора (в последующем академика медицины) А. Н. Крюкова — одного из основоположников клинической гематологии в нашей стране, руководившего терапевтической клиникой Туркестанского Университета в Ташкенте. И. А. Кассирским был усовершенствован метод стернальной пункции, предложенный академиком М. И. Аринкиным. Для обеспечения безопасности пациента при взятии костного мозга он предложил иглу собственной конструкции, вошедшую в официальную номенклатуру как игла И. А. Кассирского. Метод стернальной пункционной биопсии сыграл большую роль в изучении морфологии клеток крови и особенностей кроветворения при различных заболеваниях. Изучение пунктатов костного мозга позволяет помимо этого диагностировать висцеральный лейшманиоз и некоторые другие паразитарные заболевания, выявлять метастазы злокачественных опухолей, наблюдать состояние костного мозга при разных патологических процессах в организме. В 1937 г. И. А. Кассирский сформулировал концепцию авитаминозного генеза пернициозной анемии, утверждая, что она развивается вследствие дефицита витамина группы В, что получило подтверждение в 1948 г. открытием внешнего антианемического фактора — витамина В12. И. А. Кассирский был одним из создателей науки о лейкозах. Им и его сотрудниками создано учение об опухолевой прогрессии при гемобластозах, разработана клоновая теория лейкозов, что вытекало из представления об их злокачественной природе. По его мнению, лейкозы развиваются в результате мутации в генах, ответственных за развитие кроветворной системы. И. А. Кассирский окончательно решил спорный вопрос о разграничении лейкемоидных реакций и болезней кроветворного аппарата, разработал их дифференциальную диагностику. Он разработал классификацию лейкемоидных реакций, положив в основу морфологический принцип. Существенный вклад И. А. Кассирский внёс в изучение инфекционного мононуклеоза: уточнил клиническое течение, определил ряд признаков, отличающих состояние лимфатических узлов при этом заболевании и лейкозах. Ещё до «реабилитации» разгромленной Т. Д. Лысенко генетики И. А. Кассирский считал необходимым углублённое изучение молекулярных механизмов патологии крови и кроветворного аппарата. Он инициировал исследование своих сотрудников — А. И. Воробьёва, Е. К. Пяткина и Л. И. Идельсона, активно работавших в области генетической гематологии. И. А. Кассирским, а впоследствии профессором кафедры М. Г. Абрамовым плодотворно разрабатывался метод цитологической диагностики болезней крови и внутренних органов на основе пункционной биопсии. Подробно были описаны цитограммы печени, почек, лёгких, селезёнки, лимфатических узлов при раке, туберкулёзе и других поражениях внутренних органов. По образному выражению академика А. И. Воробьёва, "Та гематология, которую мы знаем теперь, в нашей стране началась с книги И. А. Кассирского и Г. А. Алексеева «Болезни крови и кроветворной системы» (1948 г.). В последующем до 1970 г. вышло 3 издания «Клинической гематологии», последнее из которых удостоено премии им. М. Д. Стражеско и переведено на английский язык.
Руководимая И. А. Кассирским клиника превратилась в один из ведущих в стране центров гематологической мысли. Она пользовалась большой известностью, в неё стекалось множество «сложных» больных из регионов страны. Велика роль И. А. Кассирского в подготовке квалифицированных кадров гематологов. На возглавляемой им кафедре специализировались и совершенствовались в гематологии врачи нашей страны. Значительное влияние на прогресс в гематологии оказала научная школа И. А. Кассирского, представители которой — академик А. И. Воробьёв, профессора М. Г. Абрамов, Н. Е. Андреева, Л. И. Идельсон, кандидат мед. наук М. Д. Бриллиант в 1987 г. удостоены государственной премии за исследования в области гематологии. И. А. Кассирский пользовался большим авторитетом в нашей стране и за рубежом как один из крупнейших гематологов. Он избирался членом правления Всесоюзного, Всероссийского и Московского научных обществ терапевтов, заместителем председателя Всесоюзного общества гематологов, членом правления и сопредседателем Международной ассоциации гематологов, членом Венгерского и почетным членом-корреспондентом Швейцарского общества гематологов, был заместителем редактора журнала «Гематология и трансфузиология», членом редакционных советов журналов «Haemotologia» (Венгрия) и «Blood» (США).
- Кардиология и ревматология

Звуковая симптоматика приобретённых пороков сердца

Значительное внимание И. А. Кассирский уделял проблемам кардиологии и ревматологии. В проблеме диагностики приобретённых пороков сердца большое значение он придавал аускультации, которой сам владел в совершенстве. В руководимой им клинике с помощью специально сконструированных приборов производилось воспроизведение звуковой симптоматики сердца, что существенно помогало при разборе больных и преподавании. Затем появилась возможность производить запись тонов и шумов сердца с помощью магнитофона. Ординатором клиники Г. И. Кассирским была создана фонотека звуковой симптоматики пороков сердца. С 1957 г. при 2 издании Большой медицинской энциклопедии прилагались грампластинки с осуществленными в клинике И. А. Кассирского записями звуковой симптоматики сердца при различной патологии, которые сопровождались его объяснениями. В эти же годы в клинике начала развиваться фонокардиография, которая в сочетании с аускультацией способствовала точной диагностике пороков сердца, что стало особенно важным в связи с развитием кардиохирургии. Большой клинический опыт И. А. Кассирского в сочетании с фонокардиографическими исследованиями был обобщён в его монографии в соавторстве с Г. И. Кассирским «Звуковая симптоматика приобретенных пороков сердца» (1964 г.). Опыт инструментальных исследований в кардиологии был также обобщён и изложен в первом в стране «Справочнике по функциональной диагностике», вышедшем под редакцией И. А. Кассирского (1970 г.). И. А. Кассирский был одним из ведущих ревматологов, автором серии работ, посвящённых проблеме ревматизма. Он отстаивал стрептококковый генез ревматизма в годы, когда этот вопрос ещё дискутировался. Кроме литературных данных и практических наблюдений И. А. Кассирский опирался на исследование Э. Г. Кассирской, получавшей положительный результат посевов крови почти в 90 % случаев. Особую роль в лечении ревматизма И. А. Кассирский придавал кортикостероидным препаратам, он был одним из первых в стране клиницистов, введших их в медицинскую практику. В руководимой им клинике были разработаны принципы терапии ревматизма, включающие лечение в стационаре, а, учитывая рецидивирующее течение заболевания, необходимость в течение нескольких лет регоспитализации больных для повторных курсов лечения и профилактики. И. А. Кассирский активно разрабатывал проблему лечения сердечной недостаточности. Будучи преемником на кафедре выдающегося терапевта Д. Д. Плетнёва, он придавал большое значение тактике применения препаратов дигиталиса. Он был сторонником длительного применения небольших «кардиотонических» доз препарата для предотвращения декомпенсации сердечной деятельности.
- Клиническая фармакология

И. А. Кассирский — один из основоположников клинической фармакологии в стране. Его теоретические разработки в области химио- и гормонотерапии сохраняют своё значение в современной медицине. Одно из важнейших положений заключается в необходимости назначения доз химиотерапевтических препаратов, обеспечивающих бактерицидную или бактериостатическую концентрацию в организме больного. В руководимой им клинике разрабатывались методы гормонотерапии внутренних болезней: уточнялись показания и противопоказания, определялись дозы, изучались осложнения при назначении кортикостероидов. И. А. Кассирскому принадлежит первая в стране монография «Очерки рациональной химиотерапии», ставшая классической. Существенный вклад внёс И. А. Кассирский в проблему антибиотикотерапии. Его исследования проводились в содружестве с академиком З. В. Ермольевой, создательницей отечественного пенициллина, и сотрудниками её кафедры.
- История медицины

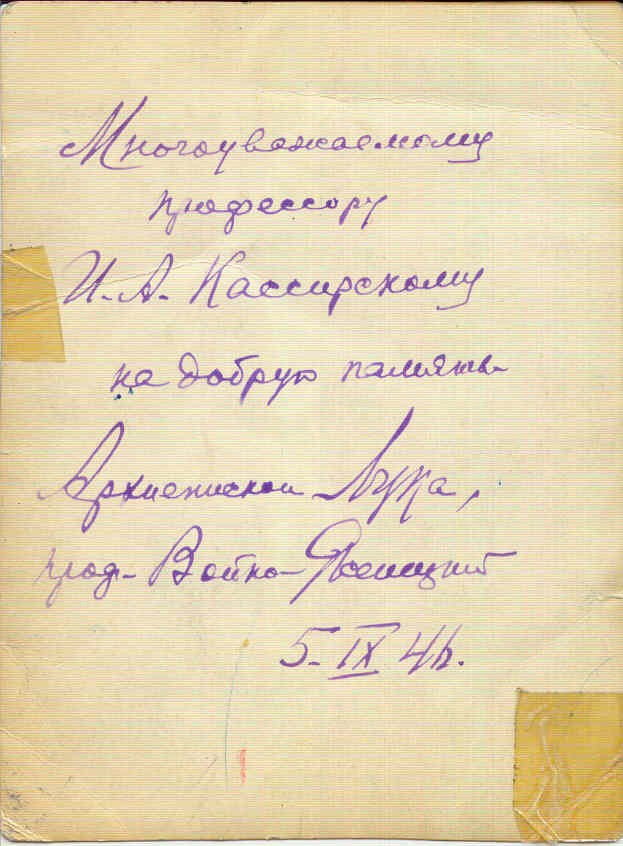
Обратная сторона фотографии с дарственной надписью Войно-Ясенецкого.

И. А. Кассирский — автор серии историко-медицинских работ, в том числе по истории химотерапии, лечению малярии, развитию гематологии. Привлекают внимание читателей герои его книг и очерков — натуры одухотворённые, увлечённые наукой. Подлинные гуманисты, нередко с драматическими судьбами. Среди них И. П. Павлов, Р. Росс, Ж. Д. Ларрей, П. Ф. Боровский, А. Флеминг, Л. А. Зильбер, В. П. Филатов, В. Ф. Войно-Ясенецкий. Последний был замечательным хирургом и одновременно иерархом Русской православной церкви — архиепископом Лукой. Его яркая неординарная личность привлекла И. А. Кассирского со времени их совместной работы в 20-е годы XX века в Туркестанском университете, где В. Ф. Войно-Ясенецкий организовал и возглавил кафедру оперативной хирургии и топографической анатомии. В последующие годы их связывала дружба. И. А. Кассирский способствовал изданию замечательной книги В. Ф. Войно-Ясенецкого «Очерки гнойной хирургии», за которую он был удостоен Сталинской премии 1 степени, будучи уже архиепископом. И. А. Кассирским была оставлена рукопись, посвящённая драматической, сложной жизни и творчеству этого выдающегося человека. Фрагменты этой рукописи были опубликованы в журнале «Наука и жизнь» (1989 г.).
- Деонтология

И. А. Кассирский известен своими работами в области методологии медицины, врачебной деонтологии. Его всегда волновали тайны врачебного искусства, взаимоотношения между врачом и пациентом, их психология и другие проблемы сложнейшей области человеческой деятельности, именуемой медициной. Его последняя прижизненная книга «О врачевании» (1970 г.) посвящена этим проблемам. Она поражает богатством и образностью содержания, мудростью автора, широтой его знаний. Книга вызвала большой интерес широкой аудитории врачей, привлекла к обсуждению проблемы.

## Цитаты

Могила Кассирского на Новодевичьем кладбище Москвы.

В этом разделе собраны высказывания Иосифа Абрамовича, которые наиболее часто цитируются.
- «Завтрак съешь сам, обед раздели с другом, а ужин отдай врагу» (первое известное появление фразы — в статье Кассирского «Труд и здоровье артиста», журнал «Театр» № 5 (1958), где он предваряет ее словами «в пословице говорится», именно в его варианте фраза стала известной).
- «Медицина является наукой, а врачевание — искусством, и там, где оно перестаёт быть искусством, медицина теряет значение как наука».
- «Человек, вступивший на путь врача, должен быть носителем высоких морально-этических качеств. Молодому врачу приходится держать в жизни два основных экзамена: испытание успехом и испытание неудачей. Первый грозит самообольщением, второй — капитуляцией духа. Стойкость перед лицом этих испытаний зависит от личности врача, его идейных принципов, убеждений и нравственных идеалов. Ведь важно не только искусстве распознавания и лечения болезней, но и умение проникать в душевный мир больного. В этом и выражается истинный гуманизм врача».
- «Восстанавливая здоровье… медицина сегодня, как и вся наука, стала своего рода производительной силой».
- «Врачебное дело неделимо, как наука и искусство, одно вне другого немыслимо, и врач не ремесленник, а представитель специальности, в которой наряду с научной и технической подготовкой требуются творческая работа, постижение искусства диагностики и лечения».
- «Ошибки — неизбежные и печальные издержки лечебной работы, ошибки — это всегда плохо, и единственное оптимальное, что вытекает из трагедии врачебных ошибок, это то, что они по диалектике вещей учат и помогают тому, чтобы их не было. Они несут в существе своем науку о том, как не ошибаться. И виновен не тот врач, кто допустил ошибку, а тот, кто не свободен от трусости отстаивать её».
- «Специалисты должны уважать своё врачебное образование, ибо узкая специализация не должна отнимать мозг и душу медицины».
- «Не надо забывать, что болезнь — большая драма со многими действующими лицами».
- «В рационально поставленном лечении кроется осуществление великой идеи предупреждения болезни и её рецидивов».
- «В клинической медицине, не имеющей границ по многообразию болезней и их симптоматологии, очень часто причиной диагностических ошибок становится недостаточная компетентность или полузнание врача».
- «Фармакология — та область, которая теснейшим образом объединяет теорию с практикой, ибо её выводы и заключения обязательно переносятся к постели больного».
- «Когда я вижу перед собой больного с неясным диагнозом, перед моим мысленным взором независимо от моей воли в течение нескольких минут проходят десятки больных, которых я наблюдал раньше, я вижу сходство и отбрасываю несхожесть и, в конце концов, прихожу к заключению».
- «Технике в медицине — да, техницизму — нет».
- «Мы, терапевты, являемся основной армией врачей, которые принимают на себя фронтальные атаки больных, страдающих неврозами».
- «Важно не только искусство распознавания и лечения болезней, но и умение проникать в душевный мир больного. В этом и выражается истинный гуманизм врача».
- «Сердце — это первый орган, который наиболее чутко отзывается на переживания».
- «Как бы ни было хорошо поставлено медицинское дело, нельзя представить себе врача, уже имеющего за плечами большой научно-практический стаж, с прекрасной клинической школой, очень внимательного и серьёзного, который в своей деятельности мог бы безошибочно определять любое заболевание и столь же безошибочно лечить его».
- «Медицина не фотография, а живопись, где мысль и глаза врача могут быть пленены привлекательной идеей и вести в сторону от истины. Ошибки несут в существе своем науку о том, как не ошибаться».
- «Никогда больной не должен видеть врача исчерпавшим все средства. Для него врач — всегда и при всех условиях подлинный островок надежды и генератор жизнеутверждения».
- «Медицина является особым, уникальным родом деятельности, отличающейся в деонтологическом плане необычайной сложностью и многообразием, притом некоторые стороны врачебной деятельности не всегда контролируемые. Врачебный диплом налагает на того, кто его получил, огромную общественную, государственную и человеческую ответственность».
- «У каждого чуткого врача страдания и тем более смерть больного вызывают переживания, оставляют глубокий след в его душе. Врач, может быть, не всегда обнаруживает перед другими всю тяжесть своего состояния. Но в этой внешней сдержанности, в которой нераздельны врачебная этика и такт, присутствует самый беспощадный судья врача — его собственная совесть…».

## Монографии
- Бурова Л. Ф., Кассирский И. А. Тропические болезни Средней Азии: (Пособие для студентов) / Под. ред. и с предисл. проф. А. Н. Крюкова. — М.; Ташкент: Огиз. Ср.-Азиатск. отд-ние, 1931. — 242, [8] с.
- Кассирский И. А. Очерки гигиены жаркого климата в условиях Средней Азии. — Ташкент: Гос. изд-во УзССР, 1935. — 168 с.
- Кассирский И. А. Рональд Росс и малярийная проблема: К 80-летию со дня рождения Р. Росса / Наркомздрав СССР. — М.; Л.: Биомедгиз, 1938. — 184 с. (см. Росс, Рональд)
- Кассирский И. А. Ж. Д. Ларрей и скорая помощь на войне: (Хирург эпохи Французской революции и наполеоновских войн) / Под ред. проф. М. Н. Ахутина. — М.; Л.: Медгиз, 1939. — 68, [4] с. (см. Ларрей, Доминик Жан)
- Кассирский И. А. Очерки рациональной терапии малярии и некоторых других болезней. — М.; Л.: Медгиз, 1939. — 140 с.
- Кассирский И. А. Переливание крови. — М.; Л.: Медгиз, 1940. — 32 с.
- Кассирский И. А. И. П. Павлов и его значение в медицине. «Медгиз», 1941.
- Кассирский И. А. Клиника и терапия малярии / И. А. Кассирский, проф. Центр. ин-та усовершенствования врачей. — М.: Медгиз, 1946. — 320 с.
- Кассирский И. А. История одной болезни. М., 1946.
- Кассирский И. А., Алексеев Г. А. Болезни крови и кроветворной системы: (Клиническая гематология и цитология). — М.: Медгиз, 1948. — 700 с.
- Кассирский И. А. Проблемы и ученые: (Деятели русской и советской медицины). — М.: Медгиз, 1949. — 312 с. — 10 000 экз.
- Кассирский И. А. Инфекционный гепатит. М., ЦИУ, 1949.
- Кассирский И. А. Лейкемоидные реакции. М., ЦИУ, 1951.
- Кассирский И. А. Очерки рациональной химиотерапии. — М.: Медгиз, 1951. — 420, [6] с.
- Кассирский И. А., Алексеев Г. А. Клиническая гематология. — 2-е изд. — М.: Медгиз, 1955. — 720 с. — 20 000 экз.
- Кассирский И. А. Лекции о ревматизме. М., «Медгиз», 1956.
- Кассирский И. А., Плотников Н. Н. Болезни жарких стран. — М.: Медгиз, 1959. — 532 с. — 5000 экз.
- Кассирский И. А., Кассирский Г. И. Аускультативная симптоматика приобретенных пороков сердца. М., ЦИУ, 1961.
- Кассирский И. А., Алексеев Г. А. Клиническая гематология. — 3-е изд. — М.: Медгиз, 1962. — 812 с. — 20 000 экз.
- Кассирский И. А., Кассирский Г. И. Звуковая симптоматика приобретённых пороков сердца. — М.: Медицина, 1964. — 320 с. — 16 000 экз.
- Кассирский И. А., Плотников Н. Н. Болезни жарких стран. — 2-е изд. — М.: Медицина, 1964. — 456, [10] с. — 4500 экз.
- Кассирский И. А., Алексеев Г. А. Клиническая гематология. — 4-е изд., перераб. и доп. — М.: Медгиз, 1970. — 800 с. — 35 000 экз.
- Руководство по тропическим болезням / Под ред. проф. А. Я. Лысенко; Рец.: А. В. Быховский, Л. И. Идельсон, А. А. Ющенко, В. В. Ефремов, А. Д. Лебедев. — 4-е изд., перераб. и доп. — М.: Медицина, 1983. — 512 с. — 15 000 экз.
- Кассирский И. А., Кассирский Г. И. Очерки и рассказы. — М.: Русский путь, 2012.

## Ненаучные публикации
- Кассирский И. А. Воспоминания о профессоре В. Ф. Войно-Ясенецком Архивная копия от 4 марта 2016 на Wayback Machine // Наука и жизнь. — 1989. — № 5. — С. 76—89.  Архивная копия от 10 марта 2013 на Wayback Machine
- Кассирский И. А. «Мой друг и пациент»: Воспоминания о С. Я. Маршаке Архивная копия от 2 ноября 2011 на Wayback Machine

## Ученики
- Воробьёв, Андрей Иванович — академик РАН и РАМН
- Алексеев, Георгий Алексеевич — профессор
- Абрамов, Михаил Гукасович — профессор
- Андреева, Наталья Евгеньевна — профессор
- Владимирская, Елена Борисовна — профессор
- Демидова, Александра Васильевна — профессор
- Дидковский, Николай Антонович — профессор
- Идельсон, Лев Иосифович — профессор
- Каценович, Рафаил Александрович — академик Узбекской АН, профессор
- Бриллиант, Марина Давыдовна — д.м.н.

## Память
- Мемориальная доска на здании ЦКБ им Н. А. Семашко ОАО РЖД (Лосиноостровская улица, 43) (Сокольники)
- Мемориальная доска на здании ЦКБ им Н. А. Семашко ОАО РЖД (Будайская улица, 2) (Яуза)
- Улица Ферганы носит имя академика И. А. Кассирского

## Домашнее музицирование
В доме Кассирских устраивались традиционные музыкальные вечера. В них участвовали друзья И. А. Кассирского (учёные и музыканты), а также члены семьи.
Иосиф Абрамович играл на рояле и флейте, профессор кафедры Кассирского — Михаил Гукасович Абрамов — на виолончели, друг семьи, ректор Московского технологического института пищевой промышленности профессор Николай Фёдорович Гатилин — на скрипке, Генрих Иосифович Кассирский — на рояле. Из профессионалов чаще всего участвовали Мстислав Ростропович, Галина Вишневская, пианист — Игорь Никонович, композитор и прекрасный пианист Оскар Строк. Оскар Строк посвятил И. А. Кассирскому танго.

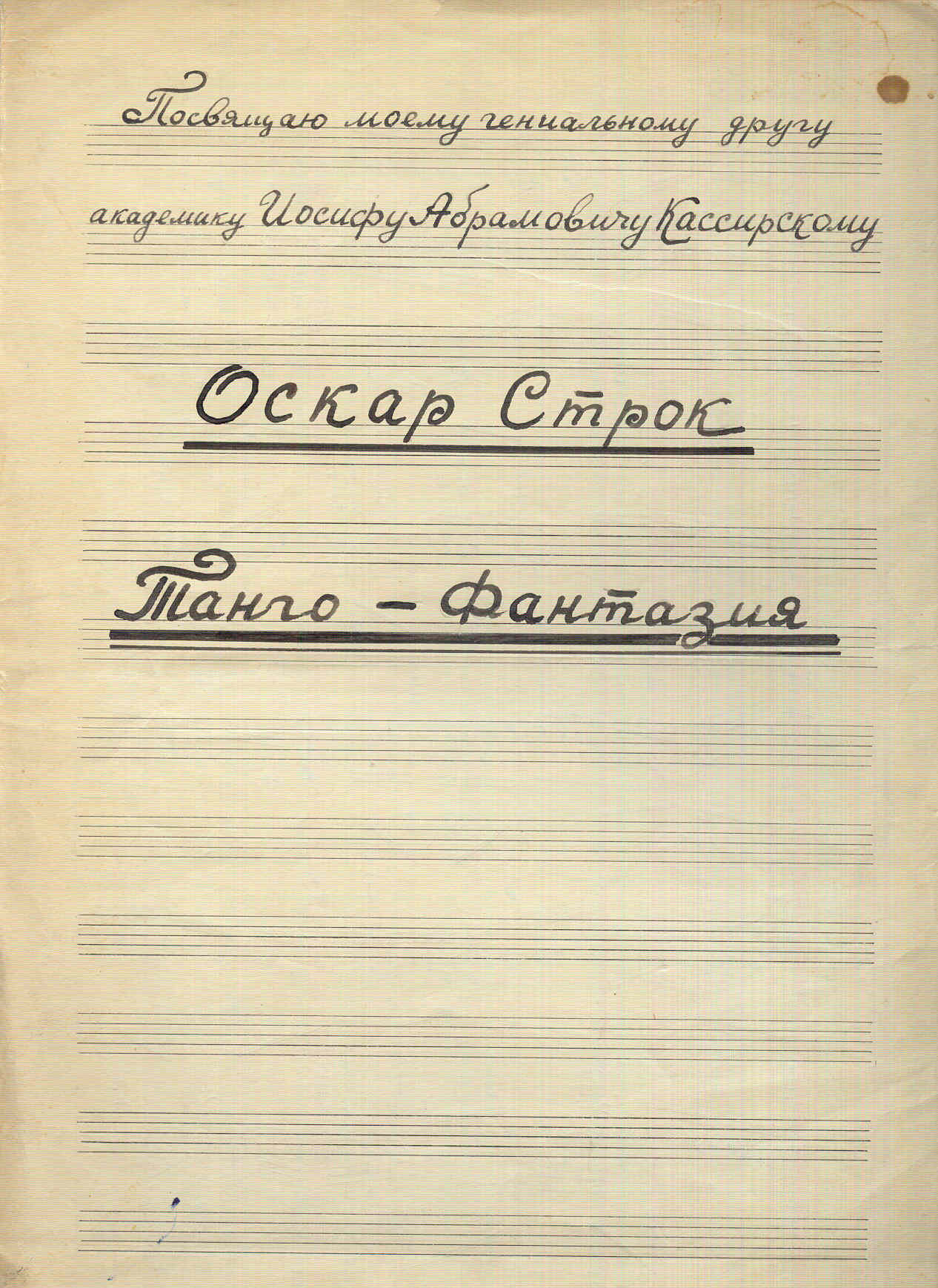
Танго "Фантазия". Посвящение И.А. Кассирскому

В книге «Академик И. А. Кассирский. Жизнь. Творчество. Врачевание» Г. И. Кассирский пишет: «Иногда при домашнем музицировании Слава любил „похулиганить“: начиная играть, он вдруг переходил от классической мелодии к музыкальным шуткам. Иосиф Абрамович начинал смеяться и не мог продолжать играть на флейте. Отец умолял Славу быть серьёзным. Всё начиналось сначала, однако Слава вновь мог повторить шутку, но в другом варианте».
Ольга Ростропович в одном из интервью сказала: «Ещё у родителей было очень много друзей-медиков. Удивительно, насколько они любили музыку. Они сами часто музицировали — например, Иосиф Абрамович Кассирский, академик, величайший специалист по крови. Он играл на флейте и на рояле, у него были любимые вальсы Шопена. Это было замечательно»
Вспоминает сын Иосифа Абрамовича Г. И. Кассирский: «Музицирование для Иосифа Абрамовича него было формой отдыха, удовольствия и известной гордости. Он не стеснялся выступать на вечерах в Центральном институте усовершенствования врачей, больнице им Н. А. Семашко, где была его клиника. Как правило, это были дуэты (флейта и рояль) или трио (присоединялся профессор его кафедры М. Г. Абрамов, игравший на виолончели). „Вершиной“ таких выступлений было его участие в концерте, проходившем в зале Всероссийского театрального общества на улице Горького по случаю 60-летия отца (в 1958 году). Организацию концерта Ростропович взял на себя, и это очень волновало отца. Ему хотелось, чтобы концерт, а не торжественная часть, и тем более не банкет были главным украшением юбилея… В концерте участвовали: сам Мстислав Ростропович, Галина Вишневская (находившаяся уже на последних сроках беременности, она впервые исполнила Бразильскую Бахиану Э. Вилла-Лобоса в сопровождении мужа и его учеников), Майя Плисецкая („Лебедь“ Сен-Санса), Эмиль Гилельс. Концерт такого уровня завершился сюрпризом — юбиляр играл на флейте в трио с Ростроповичем и Гилельсом».

## Скатерть Кассирского

Скатерть с автографами людей, бывавших в доме Кассирских

В семье И. А. Кассирского, по аналогии со скатертью в доме-музее Абрамцево, была заведена скатерть, на которой мелом расписывались известные гости, после чего автограф вышивался цветными нитками. После смерти И. А. Кассирского эту традицию продолжил его сын — Г. И. Кассирский. На скатерти расписались:
- Андронников И. Л. — писатель
- Антонова И. А. — директор Музея изобразительных искусств им. А. С. Пушкина
- Бабаджанян А. А. — композитор
- Бейлина Н. М. — скрипачка
- Белокуров В. В. — актёр
- Бещев Б. П. — министр путей сообщения
- Блантер М. И. — композитор
- Борисова Ю. К. — актриса
- Вайнберг М. С. — композитор
- Вирсаладзе Э. К. — пианистка
- Вишневская Г. П. — певица
- Волчек Г. Б. — режиссёр
- Давидович Б. М. — пианистка
- Ефанов В. П. — художник
- Зак Я. И. — пианист
- Ермольева З. В. — академик АМН СССР, создатель антибиотиков
- Иофан Б. М. — архитектор
- Коган Л. Б. — скрипач
- Кондратова Н. В. — диктор телевидения
- Коонен А.Г — актриса
- Крылова Л. И. — актриса
- Куприянов М. В. — художник (Кукрыниксы)
- Ликсо И. А. — актриса
- Марецкая В. П. — актриса
- Маркевич И. Б. — дирижёр
- Маршак С. Я. — поэт, драматург
- Мелик-Пашаев А. Ш. — дирижёр
- Мессинг В. Г. — артист, гипнотизёр
- Мравинский Е. А. — дирижёр
- Ойстрах Д. Ф. — скрипач
- Ойстрах И. Д. — скрипач
- Орлова В. М. — актриса
- Пахмутова А. Н. — композитор
- Петров И. И. — певец
- Петросян Т. В. — шахматист
- Пименов Ю. И. — художник
- Прудкин М. И. — актёр
- Птица К. Б. — дирижёр
- Пугачёва К. В. — актриса
- Раневская Ф. Г. — актриса
- Реентович Ю. М. — скрипач
- Ростропович М. Л. — виолончелист
- Сац Н. И. — режиссёр
- Светлов М. А. — поэт, драматург
- Севастьянов В. И. — лётчик-космонавт
- Семёнов Н. Н. — физико-химик, нобелевский лауреат
- Солженицын А. И. — писатель
- Стерн И. — скрипач
- Табаков О. П. — актёр
- Тимофеева Н. В. — балерина
- Строк О. Д. — композитор
- Утёсов Л. О. — певец
- Фурер С. И. — скрипач
- Хачатурян А. И. — композитор
- Чуковский К. И. — поэт, детский писатель
- Штернфельд А. А. — учёный, один из пионеров советской космонавтики
- Шостакович Д. Д. — композитор
- Яблонская О. М. — пианистка
- Якут В. С. — актёр

## Интересные факты
- Всех гостей, расписывавшихся на скатерти, Кассирский просил писать полную фамилию. Нарушил это правило А. И. Солженицын, он сказал, что в этом случае скатерть будет опасно показывать (Солженицын был одним из самых известных диссидентов в СССР), и расписался первыми четырьмя буквами своей фамилии.
- Анисим Абрамович Гиммерверт в книге «Майя Кристалинская» пишет: «Когда зимой 1971 года скончался Иосиф Абрамович, гроб с его телом был выставлен для прощания в здании Президиума Академии медицинских наук. Перед выносом его из зала Ростропович попросил выйти всех присутствующих и оставить его одного — он был с виолончелью. В пустом зале, сидя подле гроба, он играл, прощаясь со своим удивительным другом».
- В октябре 2006 г. отмечался 80-летний юбилей Вишневской. Ростропович почувствовал себя плохо, встал вопрос о госпитализации. Ростропович мог быть госпитализирован в любую лучшую клинику Москвы. Однако он попросил отвезти его в Центральную клиническую больницу им. Н. А. Семашко РЖД, где долгие годы работал И. А. Кассирский.
- В январе 1991 года, в интервью газете «Рабочая трибуна» д.м.н. Фейгенберг рассказал такой случай. Кассирский во время одного из обходов увидел только что поступившего больного; мельком взглянув на него, академик возмутился: «Что делает больной брюшным тифом в коридоре? Срочно изолировать в отдельную палату.» Все удивились, обсудили экстравагантность профессора, но распоряжение выполнили. Только через два дня обследование подтвердило заболевание брюшным тифом. Этот же случай М.М Жванецкий описал в рассказе «Отец мой, Врач мой!»[4]:

Разум или нравственность?

Вопрос.

Нравственность выше и важнее, хотя разум экономически выгоднее.

Как лечащий врач могу сказать: «Вы подумайте, и я подумаю».

Это я больным говорю.

Хуже всего человеку большого дарования.

От него требуют факты, доводы, а он весь на бессознательном.

Он ничего не может объяснить.

У нас в пульмонологии лежал больной. В коридоре лежал.

Пришёл Кассирский и раскричался: «…грязь, тифозный больной в пульмонологии, в коридоре…»

Он даже не подходил к нему.

Мы шептали: «С ума сошёл…»

Оказалось — тиф…

Он ставил диагноз, не сознавая почему, и был всегда прав.

А его необъяснимость, кроме вражды, ничего не вызывает.— Михаил Жванецкий «Отец мой, Врач мой!»
- Народная артистка России Марта Владимировна Цифринович в своей книге «У кукол всё как у людей» рассказывает: «Однажды, выйдя из кинотеатра, где показывали только что вышедший на экраны „Обыкновенный фашизм“, я почувствовала, что у меня начались спазмы желудка. Видимо, сказалось потрясение от увиденного. Спустившись в метро, я рухнула на скамейку. К счастью, мимо проходила знакомая артистка: „Валя, мне плохо“, — с трудом проговорила я. В медчасти меня уложили на топчан, а молодой фельдшер собрался вызывать „скорую“. Я умолила его не делать этого, а Валю попросила позвонить Кассирскому. Фельдшер рассмеялся: „Ещё чего придумали. Вызвать Кассирского! Да ещё в метро!“ Валя положила трубку и, не скрывая удивления, произнесла: „Приедет немедленно“. И он приехал! Осмотрел меня. Сказал, чтобы мне сделали укол. На что медицинская сестра в грязном белом халате поверх пальто крикнула в ответ: „Без указания фельдшера я ничего не делаю…“ У Кассирского затряслись губы. Он разнервничался и на повышенных тонах пытался объяснить ей, что врачи мечтают у него учиться и выполнять его назначения, что он обязывает и даже приказывает ей сделать укол. Только приход фельдшера разрядил обстановку, и мне вкололи злополучный адреналин. А Иосиф Абрамович, успокоившись, посоветовал мне перестраховаться и переночевать в Институте Склифосовского.»
- Сорина Кристалинская — сестра Майи Кристалинской в своих воспоминаниях пишет: «Я постоянно присутствовала на концертах Майи. Помню, однажды она взяла корзину цветов со сцены, спустилась в зал, поставила перед доктором Кассирским, её онкологом, и сказала в микрофон: „Этому человеку я обязана жизнью“. Я тогда очень плакала, да и все в зале. Кассирский действительно помог ей, но от постоянного облучения на шее образовался ожог. Вот его Майя и скрывала косынкой.»